# Pfleggericht Teisendorf

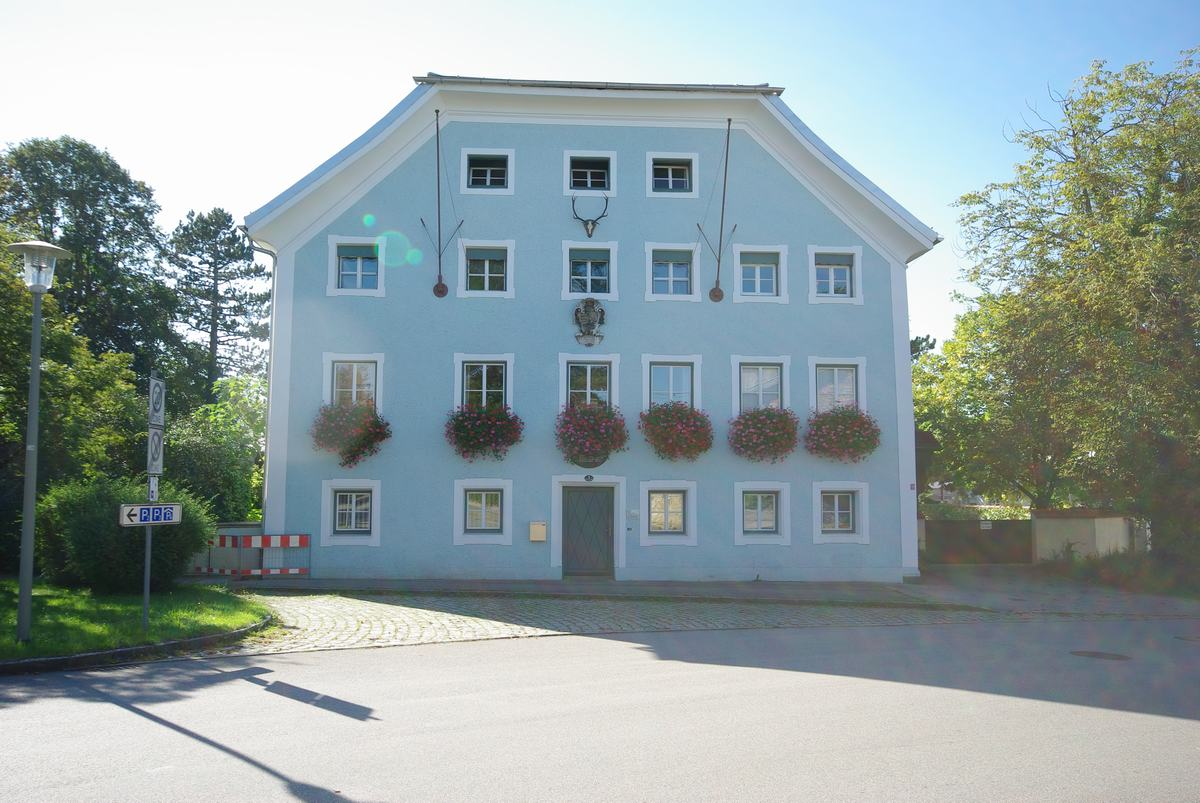
Das ehemalige Pfleggericht Teisendorf

Das Pfleggericht Teisendorf war eine Verwaltungseinrichtung im Erzstift Salzburg mit Sitz auf Raschenberg und später in Teisendorf im heutigen Landkreis Berchtesgadener Land (Bayern).

## Geschichte
Die Höhenburg Raschenberg wurde vermutlich im 12. Jahrhundert durch die Grafen von Plain erbaut. Ab 1219 ging sie in den Besitz der Herzöge von Bayern über, um 1275 an das Erzbistum Salzburg zu fallen.  Der Name Raschenberg taucht erstmals 1275 mit den Namen der Plainer auf. Die Kontinuität zwischen der gräflichen Gerichtsbarkeit durch den Grafen Konrad von Plain in die des Erzbistums Salzburg ist durch den schon 1258 genannten Pilgrim von Pernhaupt gegeben, der hier als Richter amtierte und noch 1274 als Zeuge genannt wird.  Ein weiterer Burggraf und Richter war 1299 Heinrich von Staufeneck, 1309 und 1311 wird Heinrich von Nopping genannt. Im Jahr 1328 wurde das Erzstift Salzburg durch die Erlassung einer eigenen Landesordnung zum weitgehend unabhängigen Staat innerhalb des Heiligen Römischen Reiches (HRR). Im 14. Jahrhundert werden hier neben den Pflegern auch Landrichter erwähnt (beispielsweise  1370 ein Eberl von Oberteisendorf). Der Sitz des Gerichtes mit Amts-, Gefängnis- und Archivräumen war auf der Burg Raschenberg, die Pfleger des 15. und 16. Jahrhunderts hatten ihre Wohnsitze aber in Vachenlueg (Haunsberger), in Adelstetten (Trauner) oder in Wiedenreut (Wintreit, Pettinger Hof) bei Petting (Balthasar von Thannhausen). Bis zum 16. Jahrhundert war Burg Raschenberg selbständiger Gerichtssitz und Pflegamt. 1575 wurde sie unter dem erzbischöflichen Pfleger David von Nussdorf aufgegeben. 1678 kamen Gericht und Pflege in das neuerbaute Pfleghaus in Teisendorf. 
An der Spitze des Pflegamtes stand ein Pfleger, dem ein Landrichter nachgeordnet war. Wie im HRR üblich war die Trennung der Rechtsprechung von der Verwaltung nicht umgesetzt. Die Ämter waren sowohl erstinstanzliche Gerichte als auch Verwaltungs-, Polizei- und Steuerbehörden.
1803 wurde das Erzstift Salzburg in ein säkularisiertes Kurfürstentum umgewandelt, die Pfleggerichte blieben bestehen. 1805 wurde Salzburg zusammen mit Berchtesgaden dem neuen Kaisertum Österreich zugeschlagen und 1810 wieder an das Königreich Bayern angegliedert.
Im Jahr 1810 wurde das Landgericht Teisendorf, eine bayerische Verwaltungseinrichtung, geschaffen. Der Rupertiwinkel kam 1816 mit dem Vertrag von München endgültig von Salzburg an das Königreich Bayern. Im Jahre 1818 wurde das Landgericht Teisendorf aufgelöst und gehörte fortan zum Sprengel des Landgerichts Laufen.